# Izlel je Delyo Haydutin

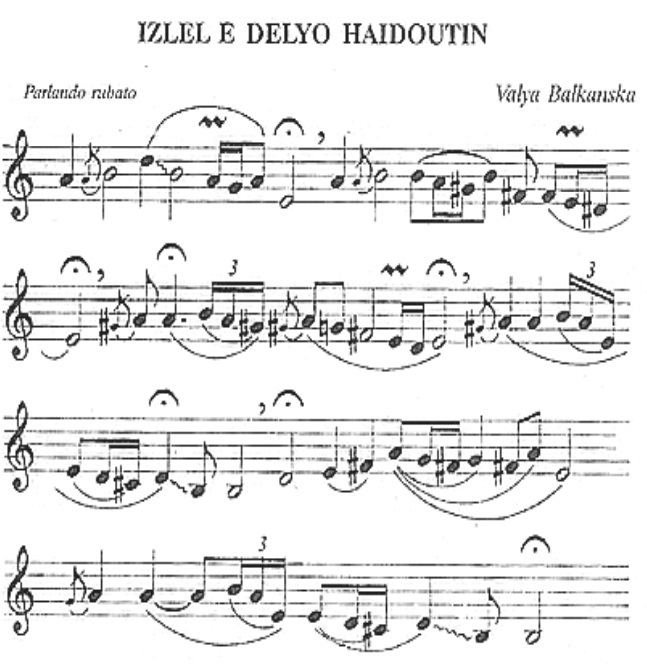
Notenblatt von Izlel je Delyo Haydutin

Izlel je Delyo Haydutin (bulgarisch Излел е Дельо хайдутин Izlel ye Delyo Haydutin, deutsch ‚Delju wurde Hajduke‘) ist ein bulgarisches Volkslied aus dem zentralen Rhodopengebirge über Delyo, einen Rebellenführer (Hajducke), der im späten 17. und frühen 18. Jahrhundert aktiv war. Das Lied ist vor allem durch Walja Balkanska bekannt, deren Aufnahme von 1977 auf der Goldenen Schallplatte enthalten ist, die an Bord der Sonden Voyager 1 und Voyager 2 mitgeführt wurde.

## Text
| Излел е Дельо Xайдутин (Bulgarisch Kyrillisch) | Izlel ye Delyo Haydutin (Transliteration) | Delyo der Haiduck ging hinaus (Aus dem Bulgarischen übersetzt) |
| Излел е Дельо хайдутин, Хайдутин ян кесаджие, С Думбовци и с Караджовци. Заръчал Дельо, порочал, Дериданскине айене, Айене кабадайе, —В селоно имам две лели, Да ми ги не потурчите, Да ми ги не почърните. Че га си слезам в селоно, Мночко щат майки да плакнат, По-мночко, млади нивести. Гюлсуме Дельо зароча: -Чувай са, Дельо, варди са, че ти са канят, Дельо льо, Деридескимнем айене, айене и кабадане, леят ти куршум сребърен, за тебе, Дельо, да превият. -Гюлсуме, любе, Гюлсуме, не са е родил чилюкън дену ще Дельо убие! | Izlel ye Delyo haydutin, Haydutin yan kesadžie, S Dumbovtsi i s Karadzhovtsi. Zaračal Delyo, poročal, Deridanskine ayene, Ayene kabadaye, —V selono imam dve leli, Da mi gi ne poturčite, Da mi gi ne počarnite. Če ga si slezam v selono, Mnočko štat mayki da plaknat, Po-mnočko, mladi nivestni. | Delyo ist zum Haiducken geworden, der Haiducke, der Rebell mit den Klans Dumbowi und Karadschowi. Delyo gab die folgenden Befehle an die Ayans (lokale Honoratioren) von Slatograd, an die kabadaye unverschämten Gouverneure: - Es gibt zwei Tanten von mir im Dorf. - Macht sie nicht zu Türken (= konvertiert sie nicht zum Islam), besudelt sie nicht, denn wenn ich zurückkomme, werden viele Mütter weinen, eine Menge junger Bräute. Gülsume sagte dann zu Delyo: - Nimm dich in Acht, Delyo, nimm dich in Acht, du wirst bedroht, Delyo die Herrscher von Slatograd, die unverschämten Gouverneure, sie bereiten eine Silberkugel für dich, Delyo, um dich zu töten. - Gülsume, meine geliebte Gülsume, noch ist kein Mann geboren. der mich töten könnte. |

## Weitere Versionen
Die ersten Versionen des Liedes wurden von Georgi Čilingirov und Nadežda Hvoineva aufgenommen. Die Aufnahmen von Walja Balkanska, die die bekannteste Version singt, wurden erstmals Ende der 1960er Jahre vom amerikanischen Gelehrten für bulgarische Folklore Martin Koenig gemacht, zusammen mit anderen originalen bulgarischen Volksliedern.
Eine instrumentale Bearbeitung erscheint auf Wendy Carlos’ Album Beauty in the Beast unter dem Titel A Woman’s Song mit synthetischen indischen und westlichen Instrumenten anstelle der bulgarischen Gajda.
2024 interpretierten die Freunde der italienischen Oper in ihrem Lied Delyo Haydutin das Lied für ihre Schallplatte Kassandras Komplex in dem der deutsch/bulgarische Sänger Ray van Zeschau seine Romawurzeln neben anderen Zeitgeistfragen zum Thema macht. 2015 veröffentlichten FDIO zu dem Song auch einen Musikfilm, der von 2015 bis 2020 in Bulgarien gedreht wurde.